# جامع الفليحي
جامع الفليحي أحد مساجد مدينة صنعاء القديمة التاريخية، ويقع في حارة الفليحي في حي السرار الشرقي.،  بني في 665 هجرية الموافق 1266م، وينسب إلى مؤسسه الحاج أحمد بن عبد الله الفليحي.